# フタトガリコヤガ
フタトガリコヤガ（学名: Xanthodes transversa）は、鱗翅目（チョウ目）ヤガ科の昆虫。フタトガリアオイガとも。

## 特徴
幼虫の食草は、アオイ科のムクゲ、フヨウなど。

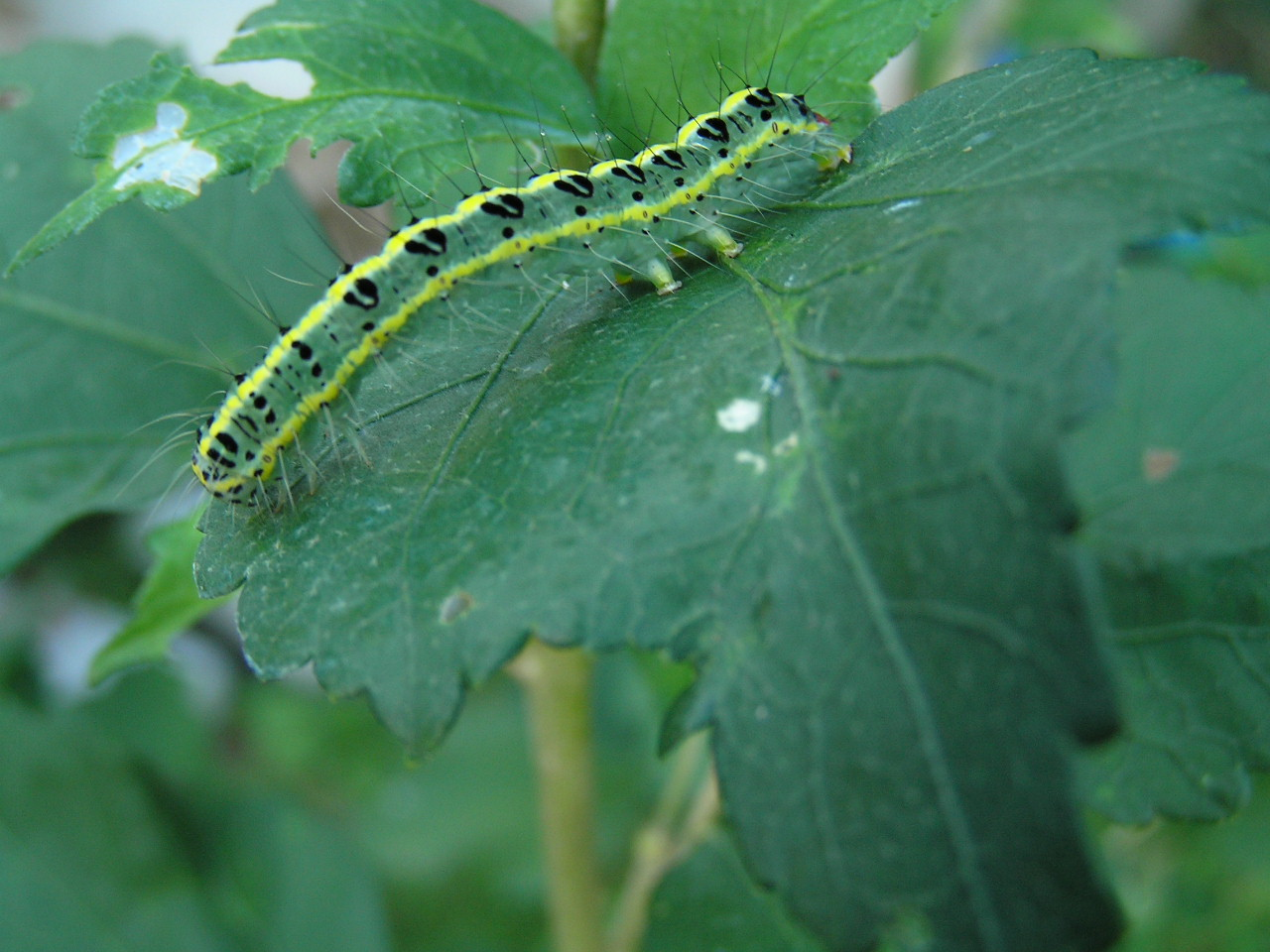
幼虫

## 分布
中国、台湾、インド、南太平洋、オーストラリア、日本（本州、四国、九州、屋久島、沖縄本島、久米島、宮古島、池間島、石垣島、西表島）